# Posidoniaceae
Posidoniaceae is een botanische naam, voor een familie van eenzaadlobbige planten. Een familie onder deze naam wordt de laatste decennia vrij algemeen erkend door systemen van plantentaxonomie, en zo ook door het APG-systeem (1998) en het APG II-systeem (2003).
Het gaat dan om een kleine familie van planten die in zee groeien, geheel onder water. De verspreiding is opmerkelijk: de bodem van Sharp Bay voor de kust van Australië is over een oppervlakte van 180 km bedekt met Posidonia australis. De zeegrassen bleken op tien verschillende plaatsen hetzelfde DNA te hebben. De vermenigvuldiging vindt plaats vanuit de wortelstok.
Een verwante soort is Posidonia oceanica in het Middellandse Zeegebied.
In het Cronquist-systeem (1981) werd de familie ingedeeld in de orde Najadales.